# Deményi Rudolf
Deményi Rudolf, született: Demetrovics Rezső Szilárd, névváltozatok: Demetrovits Rudolf, Deményi Rezső (Paks, 1914. szeptember 27. – Wollongong, 1993. március 2.[forrás?]) román válogatott labdarúgó, fedezet.

## Pályafutása
Demetrovics Béla Szilárd üzletvezető segéd és Dedinszki Gizella Olga fiaként született.

### Klubcsapatban
1933-ban a temesvári Kinizsi csapatában mutatkozott be az élvonalban. 1938-ig 92 bajnoki mérkőzésen szerepelt és egy gólt szerzett. 1938 és 1940 között a bukaresti Venus csapatával két bajnoki címet szerzett. 1940-ben szerződött Nagyváradra a NAC-hoz, ahol egy bajnoki ezüstérmet és egy magyar bajnoki címet szerzett a csapattal.
1944 őszén a front elől Budapestre menekült családjával, ahol egy autójavító műhelyben dolgozott. A német csapatok mellett munkát vállalva Langenbernsdorfig jutott, ahol a kisváros tele volt menekültekkel. Először kisebb csoportba szerveződve megpróbáltak hazatérni, de irányt tévesztve a csehszlovák határhoz értek. Ezután egy amerikai katonai tehergépkocsi segítségével jutott el Ingolstadtba. Itt ismét elkezdett játszani, még Münchenben is próbálkozott, de visszahívták Ingolstadtba, ahol lakást, és megélhetést biztosítottak neki és családjának. Időközben elvégzett egy edzői tanfolyamot és a csapat irányítását is átvette. 1949-ben családjával Ausztráliába vándorolt ki.
- 1946-48: MTV Ingolstadt
- 1948-49: SpVgg Fürth 7/0
- 1949-50: MTV Ingolstadt

### A válogatottban
1935 és 1940 között 8 alkalommal szerepelt a román válogatottban.

## Sikerei, díjai
- Román bajnokság
  - bajnok: 1938–39, 1939–40
- Magyar bajnokság
  - bajnok: 1943–44
  - 2.: 1942–43

## Statisztika

### Mérkőzései a román válogatottban
| Románia | Románia              | Románia                   | Románia      | Románia  | Románia      | Románia                | Románia | Románia |
| #       | Dátum                | Helyszín                  | Hazai        | Eredmény | Vendég       | Kiírás                 | Gólok   | Esemény |
| ------- | -------------------- | ------------------------- | ------------ | -------- | ------------ | ---------------------- | ------- | ------- |
| 1.      | 1935. január 1.      | Athén (GRE)               | Jugoszlávia  | 4 – 0    | Románia      | Balkán-kupa            | -       |         |
| 2.      | 1936. október 4.     | Bukarest                  | Románia      | 1 – 2    | Magyarország | barátságos             | -       |         |
| 3.      | 1938. szeptember 6.  | Belgrád                   | Jugoszlávia  | 1 – 1    | Románia      | Eduard Benes kupa      | -       |         |
| 4.      | 1938. szeptember 25. | Bukarest                  | Románia      | 1 – 4    | Németország  | barátságos             | -       |         |
| 5.      | 1939. május 7.       | Bukarest                  | Románia      | 1 – 0    | Jugoszlávia  | II. Károly király-kupa | -       |         |
| 6.      | 1939. május 18.      | Bukarest                  | Románia      | 4 – 0    | Lettország   | barátságos             | -       |         |
| 7.      | 1939. május 24.      | Bukarest                  | Románia      | 0 – 2    | Anglia       | barátságos             | -       |         |
| 8.      | 1940. május 19.      | Budapest, Üllői úti pálya | Magyarország | 2 – 0    | Románia      | barátságos             | -       |         |
|         | Összesen             |                           |              | 8        | mérkőzés     |                        | 0       | gól     |